# William M. O. Dawson
William Mercer Owens Dawson (* 21. Mai 1853 in Bloomington, Garrett County, Maryland; † 12. März 1916 in Charleston, West Virginia) war ein US-amerikanischer Politiker und von 1905 bis 1909 der zwölfte Gouverneur des Bundesstaates West Virginia.

## Frühe Jahre und politischer Aufstieg
William Dawson besuchte die öffentlichen Schulen in Cranberry, das heute zu Terra Alta gehört. Danach wurde er journalistisch tätig. Zwischen 1873 und 1891 war er Eigentümer und Herausgeber einer Zeitung namens „Preston County Journal“. Dawson engagierte sich schon früh in der Republikanischen Partei. 13 Jahre lang war er Bezirksleiter der Partei im Preston County. Von 1881 bis 1889 vertrat er seinen Bezirk im Senat von West Virginia. Im Jahr 1895 wurde er Bürgermeister von Kingwood; ab 1897 gehörte er als Secretary of State dem Kabinett von Gouverneur George W. Atkinson an. Seine Partei nominierte ihn 1904 als Kandidat für die Gouverneurswahlen dieses Jahres, die er mit 50,8 Prozent der Stimmen gegen den Demokraten John J. Cornwell für sich entschied.

## Gouverneur von West Virginia
Nach der erfolgreichen Wahl konnte Dawson sein neues Amt am 4. März 1905 antreten. In seiner Amtszeit wurden die Befugnisse des Steuerbeauftragten, dessen Amt erst von seinem Vorgänger Albert B. White ins Leben gerufen worden war, stark erweitert. Nach einer Gesetzesänderung wurde es dem Gouverneur erleichtert, Finanzbeamte, die sich nicht an die gesetzlichen Bestimmungen hielten, aus ihren Ämtern zu entlassen. Im Jahr 1909 wurde die Verwaltung neu gegliedert. Viele Ministerien wurden einem Kontrollrat unterstellt, dem so genannten Board of Control. Der Gouverneur konnte auch noch ein neues Wahlgesetz durchsetzen. Andere Pläne, beispielsweise im Bereich Umwelt oder für bessere Arbeitsgesetze, blieben im Parlament hängen.

## Weiterer Lebenslauf
Nach Ablauf seiner vierjährigen Amtszeit am 4. März 1909 bekleidete er noch einige verschiedene Verwaltungsposten in der Regierung seines Staates. So war er unter anderem Mitglied des von ihm gegründeten Kontrollrats. William Dawson starb im Jahr 1916.